# Love's Kitchen
Pour plus de détails, voir Fiche technique et Distribution.
Love's Kitchen est une comédie britannique de James Hacking sortie en 2011.

## Synopsis
Un chef perd sa créativité en cuisine lors de la mort de sa femme. Mais encouragé par un ami, il se lance dans la transformation d'un pub de campagne en un restaurant de qualité.

## Fiche technique
- Titre original : Love's Kitchen
- Réalisation : James Hacking
- Scénario : James Hacking
- Musique : Gary Go
- Durée : 93 min
- Pays : Royaume-Uni
- Date de sortie : 2011

## Distribution
- Dougray Scott : Rob
- Claire Forlani : Kate
- Katrine De Candole : Françoise
- Sarah Sharman : une serveuse
- Lee Boardman : Loz
- Michelle Ryan : Shauna
- Matthew Clancy : Ingo
- Adam Fogerty : Terry
- Gordon Ramsay : lui-même